# Deir ez-Zor (thành phố)
Deir ez-Zor (tiếng Ả Rập: دير الزور Dayr az-Zūr; tiếng Syriac cổ điển: ܕܝܪܐ ܙܥܘܪܬܐ Dayrāʾ Zəʿōrtāʾ) là thành phố lớn nhất ở miền Đông Syria và lớn thứ bảy cả nước. Cách thủ đô Damascus 450 km về phía Đông bên bờ sông Euphrates, Deir ez-Zor là tỉnh lỵ của tỉnh Deir ez-Zor. Trong cuộc điều tra dân số năm 2004, dân số thành phố là 211.857 người.

## Tên gọi
Những người Syria và các khu vực lân cận dùng từ Ad-Deir để chỉ Deir ez-Zor một cách ngắn gọn. Trong tiếng Syriac, Zeʿūrta (ܙܥܘܪܬܐ) có nghĩa là "nhỏ"; do đó, Dīrā Zeʿūrta có nghĩa là "nơi sống nhỏ". Tên hiện tại bắt nguồn từ một tu viện Kitô giáo sơ khai hẻo lánh xuất hiện từ thời đại đàn áp và thời đại Tông đồ trên khắp vùng Lưỡng Hà. Mặc dù Deir (ܕܝܪܐ) tiếng Ả Rập có nghĩa là "tu viện", được cho là vẫn giữ nguyên trong suốt quá trình đổi tên của thành phố từ thời Trung cổ và thời Hiện đại, trong khi Zor chỉ bụi cây ven sông, chỉ xuất hiện trong một số ghi chép cuối của Đế chế Ottoman.
Có rất nhiều phiên âm khác nhau được sử dụng bao gồm: Deir Ezzor, Deir Al-Zor, Deir-al-Zour, Dayr Al-Zawr, Der Ezzor, Deir Azzor, Der Zor và Deirazzor.

## Lịch sử
Thành phố Deir ez-Zor cách di tích khảo cổ Dura-Europos 85 km về phía Tây Bắc và tàn tích của thành phố cổ Mari 120 km về phía Tây Bắc. Vào thời La Mã, đây là một điểm giao thương quan trọng giữa Đế chế La Mã và Ấn Độ. Bị chinh phục bởi Zenobia, nó trở thành một phần của Đế quốc Palmyra. Sau một làn sóng chinh phạt liên tiếp, cuối cùng nó đã bị người Mông Cổ phá hủy khi chúng càn quét qua Trung Đông.
Thành phố này được Đế chế Ottoman mở rộng ra xung quanh vào năm 1867. Năm 1915, thành phố trở thành một điểm đến chính cho những người Armenia trốn chạy trong cuộc diệt chủng Armenia. Một đài tưởng niệm cuộc diệt chủng này đã được dựng lên trong thành phố vào năm 1991.
Pháp chiếm Deir ez-Zor vào năm 1921 và biến nó thành trụ sở của một đơn vị đồn trú lớn. Trong khi đó, khu vực này được cai trị bởi Fadel Al-Aboud, một thành viên trong một gia đình quý tộc. Năm 1941, các lực lượng do Anh lãnh đạo đã đánh bại quân Vichy trong chiến dịch Syria-Lebanon và họ trao quyền quản lý khu vực cho Pháp quốc Tự do. Năm 1946 nó trở thành một phần của Cộng hòa Syria. Vào ngày 19 tháng 6 năm 1947, quân đội Syria đã đưa những người sống sót sau chuyến bay 121 của Pan Am đến bệnh viện quân y Presbyterian ở Deir ez-Zor.

Deir ez-Zor là trung tâm hành chính của phó huyện (Nahiya) Deir ez-Zor ở huyện Deir ez-Zor ở tỉnh Deir ez-Zor

Trong cuộc Nội chiến Syria, các cuộc đụng độ quân sự đã nổ ra ở thành phố giữa Lực lượng Vũ trang Syria và Quân đội Syria Tự do (liên kết với Liên minh Quốc gia Lực lượng Cách mạng và Đối lập Syria) và các tổ chức đối lập khác như Nhà nước Hồi giáo Iraq và Levant và Jabhat Al-Nusra. Vào ngày 21 tháng 9 năm 2014, khu phức hợp tưởng niệm Armenia đã bị nổ tung bởi Nhà nước Hồi giáo Iraq và Levant, người trước đây từng là một phần của Mặt trận al-Nusra.
Huyện Deir Ez Zor trong hơn hai năm nay vẫn là một trong số ít các thành trì của Chính phủ Syria ở miền Đông Syria. Vào tháng 5 năm 2015, phiến quân Nhà nước Hồi giáo đã phát động một cuộc tấn công chiếm đóng thành phố Palmyra và cắt đứt các đường tiếp tế còn lại cho Deir ez-Zor. Thành phố sau đó bị ISIS bao vây nghiêm ngặt khiến các nguồn cung cấp chỉ được vận chuyển bởi các máy bay trực thăng vận tải. ISIS đã cố gắng ngăn chặn các nguồn cung cấp bằng cách tấn công căn cứ không quân Deir ez-Zor mỗi ngày. Tuy nhiên, những nỗ lực của họ đã thất bại do sự hiện diện của Vệ binh Cộng hòa tinh nhuệ của Lữ đoàn 104 do Chuẩn tướng Issam Zahreddine chỉ huy.
Đầu tháng 9 năm 2017, lực lượng SAA di chuyển từ al-Sukhnah đến thành trì và trà trộn đồn trú bị bao vây. Ngay sau đó, cuộc bao vây thành phố và sân bay của thành phố đã được phá vỡ. Đến ngày 3 tháng 11 năm 2017, SAA đã giải phóng hoàn toàn thành phố.
Từ ngày 8 tháng 9 năm 2017 đến ngày 23 tháng 3 năm 2019, một chiến dịch quân sự ở phía đông sông Euphrates do Lực lượng Dân chủ Syria (SDF) và Lực lượng Phối hợp đặc nhiệm chung (CJTF-OIR) đã diễn ra chống lại pháo đài cuối cùng của Nhà nước Hồi giáo ở Syria. Chiến dịch kết thúc với chiến thắng dành cho SDF và các đồng minh và kết quả là chiếm được toàn bộ lãnh thổ ISIL ở tỉnh Deir ez-Zor sau khi kết thúc trận Baghuz Fawqani.

## Khí hậu
Phân loại khí hậu Köppen cho thấy thành phố Deir ez-Zor thuộc kiểu khí hậu sa mạc (BWh).
| Dữ liệu khí hậu của Deir Ez-Zor (1961–1990) | Dữ liệu khí hậu của Deir Ez-Zor (1961–1990) | Dữ liệu khí hậu của Deir Ez-Zor (1961–1990) | Dữ liệu khí hậu của Deir Ez-Zor (1961–1990) | Dữ liệu khí hậu của Deir Ez-Zor (1961–1990) | Dữ liệu khí hậu của Deir Ez-Zor (1961–1990) | Dữ liệu khí hậu của Deir Ez-Zor (1961–1990) | Dữ liệu khí hậu của Deir Ez-Zor (1961–1990) | Dữ liệu khí hậu của Deir Ez-Zor (1961–1990) | Dữ liệu khí hậu của Deir Ez-Zor (1961–1990) | Dữ liệu khí hậu của Deir Ez-Zor (1961–1990) | Dữ liệu khí hậu của Deir Ez-Zor (1961–1990) | Dữ liệu khí hậu của Deir Ez-Zor (1961–1990) | Dữ liệu khí hậu của Deir Ez-Zor (1961–1990) |
| Tháng                                       | 1                                           | 2                                           | 3                                           | 4                                           | 5                                           | 6                                           | 7                                           | 8                                           | 9                                           | 10                                          | 11                                          | 12                                          | Năm                                         |
| ------------------------------------------- | ------------------------------------------- | ------------------------------------------- | ------------------------------------------- | ------------------------------------------- | ------------------------------------------- | ------------------------------------------- | ------------------------------------------- | ------------------------------------------- | ------------------------------------------- | ------------------------------------------- | ------------------------------------------- | ------------------------------------------- | ------------------------------------------- |
| Cao kỉ lục °C (°F)                          | 22.5 (72.5)                                 | 26.1 (79.0)                                 | 32.7 (90.9)                                 | 40.0 (104.0)                                | 41.6 (106.9)                                | 44.2 (111.6)                                | 47.5 (117.5)                                | 47.8 (118.0)                                | 43.0 (109.4)                                | 41.0 (105.8)                                | 31.5 (88.7)                                 | 23.0 (73.4)                                 | 47.8 (118.0)                                |
| Trung bình ngày tối đa °C (°F)              | 12.2 (54.0)                                 | 15.1 (59.2)                                 | 19.5 (67.1)                                 | 25.4 (77.7)                                 | 31.7 (89.1)                                 | 36.9 (98.4)                                 | 39.9 (103.8)                                | 39.3 (102.7)                                | 35.3 (95.5)                                 | 28.8 (83.8)                                 | 20.7 (69.3)                                 | 14.0 (57.2)                                 | 26.6 (79.9)                                 |
| Trung bình ngày °C (°F)                     | 6.7 (44.1)                                  | 9.1 (48.4)                                  | 13.1 (55.6)                                 | 18.7 (65.7)                                 | 24.5 (76.1)                                 | 29.6 (85.3)                                 | 32.6 (90.7)                                 | 31.7 (89.1)                                 | 26.9 (80.4)                                 | 20.9 (69.6)                                 | 13.3 (55.9)                                 | 8.1 (46.6)                                  | 19.6 (67.3)                                 |
| Tối thiểu trung bình ngày °C (°F)           | 2.5 (36.5)                                  | 3.7 (38.7)                                  | 7.0 (44.6)                                  | 12.0 (53.6)                                 | 17.1 (62.8)                                 | 21.9 (71.4)                                 | 25.1 (77.2)                                 | 24.5 (76.1)                                 | 19.4 (66.9)                                 | 13.7 (56.7)                                 | 7.2 (45.0)                                  | 3.2 (37.8)                                  | 13.1 (55.6)                                 |
| Thấp kỉ lục °C (°F)                         | −7.2 (19.0)                                 | −8.2 (17.2)                                 | −3.7 (25.3)                                 | −2.0 (28.4)                                 | 8.0 (46.4)                                  | 10.6 (51.1)                                 | 17.6 (63.7)                                 | 16.8 (62.2)                                 | 11.4 (52.5)                                 | 2.5 (36.5)                                  | −8.0 (17.6)                                 | −9.3 (15.3)                                 | −9.3 (15.3)                                 |
| Lượng Giáng thủy trung bình mm (inches)     | 28.1 (1.11)                                 | 24.1 (0.95)                                 | 27.8 (1.09)                                 | 22.2 (0.87)                                 | 8.6 (0.34)                                  | 0.3 (0.01)                                  | 0.0 (0.0)                                   | 0.0 (0.0)                                   | 0.2 (0.01)                                  | 8.0 (0.31)                                  | 12.4 (0.49)                                 | 24.1 (0.95)                                 | 155.8 (6.13)                                |
| Số ngày giáng thủy trung bình (≥ 1.0 mm)    | 4.8                                         | 4.3                                         | 4.3                                         | 3.5                                         | 1.7                                         | 0.1                                         | 0.0                                         | 0.0                                         | 0.1                                         | 1.5                                         | 2.6                                         | 4.1                                         | 27.0                                        |
| Độ ẩm tương đối trung bình (%)              | 76                                          | 67                                          | 57                                          | 49                                          | 38                                          | 27                                          | 26                                          | 28                                          | 32                                          | 42                                          | 57                                          | 75                                          | 48                                          |
| Số giờ nắng trung bình tháng                | 161.2                                       | 179.2                                       | 223.2                                       | 243.0                                       | 310.0                                       | 351.0                                       | 372.0                                       | 356.5                                       | 309.0                                       | 257.3                                       | 207.0                                       | 161.2                                       | 3.130,6                                     |
| Số giờ nắng trung bình ngày                 | 5.2                                         | 6.4                                         | 7.2                                         | 8.1                                         | 10.0                                        | 11.7                                        | 12.0                                        | 11.5                                        | 10.3                                        | 8.3                                         | 6.9                                         | 5.2                                         | 8.6                                         |
| Nguồn 1: Deutscher Wetterdienst             |                                             |                                             |                                             |                                             |                                             |                                             |                                             |                                             |                                             |                                             |                                             |                                             |                                             |
| Nguồn 2: NOAA                               |                                             |                                             |                                             |                                             |                                             |                                             |                                             |                                             |                                             |                                             |                                             |                                             |                                             |

## Kinh tế

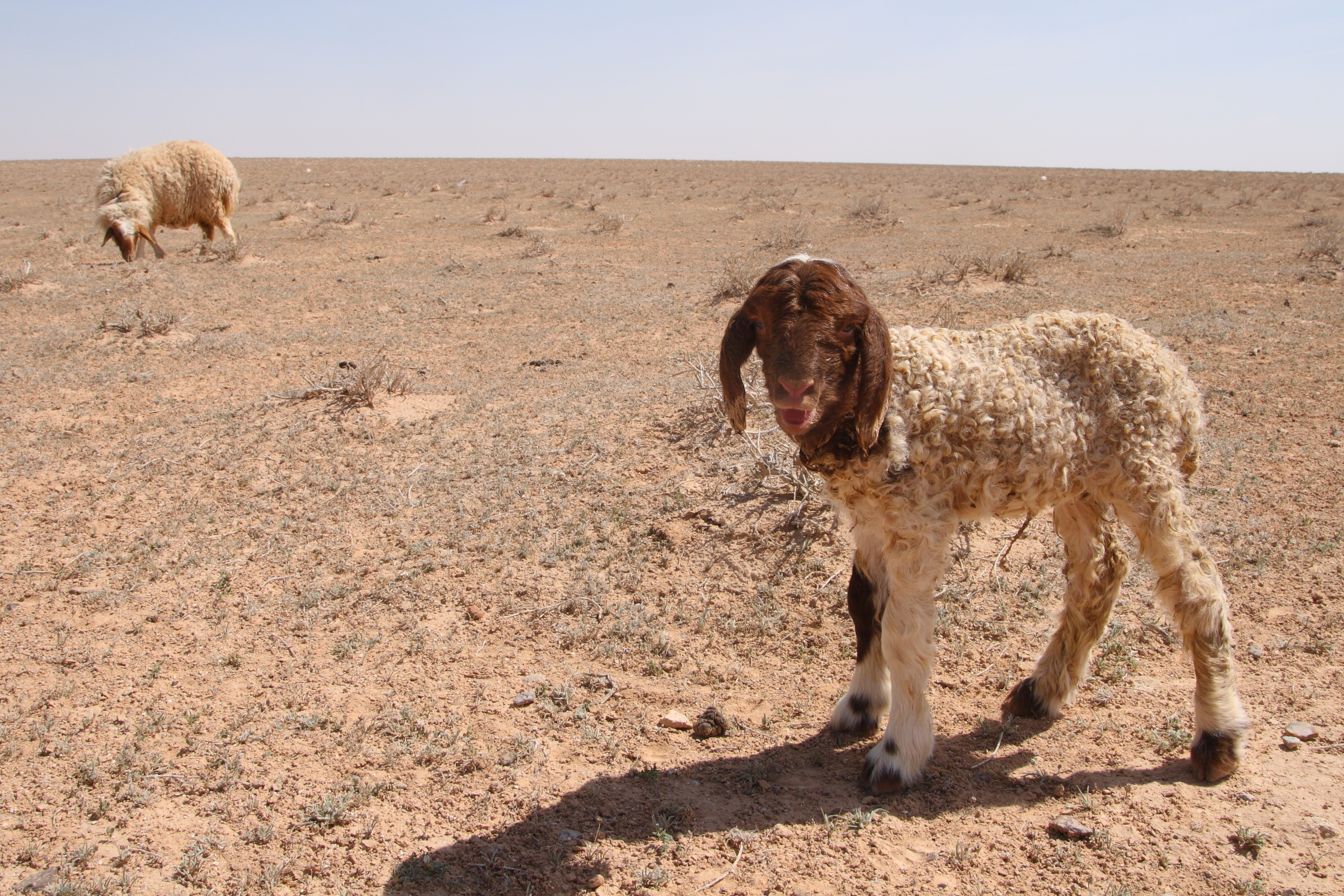
Người dân ở đây chăn nuôi chủ yếu cừu Awassi.

Vùng trung tâm và ngoại ô thành phố Deir ez-Zor là một khu vực nông nghiệp màu mỡ và thịnh vượng cùng với chăn nuôi gia súc (cừu awassi), sản xuất ngũ cốc và trồng cây bông. Ở đây cũng có nhiều tổ chức kinh doanh nông nghiệp.
Kể từ khi phát hiện ra dầu thô nhẹ ở sa mạc Syria, Deir ez-Zor đã trở thành một trung tâm cho ngành công nghiệp khai thác dầu mỏ của đất nước. Đây cũng là một khu du lịch nhỏ với nhiều dịch vụ như nhà hàng ven sông kiểu Pháp truyền thống, khách sạn 5 sao, trung tâm du lịch xuyên sa mạc và sân bay ở ngoại ô Al-Jafra. Có một mỏ muối gần đó.

## Văn hóa

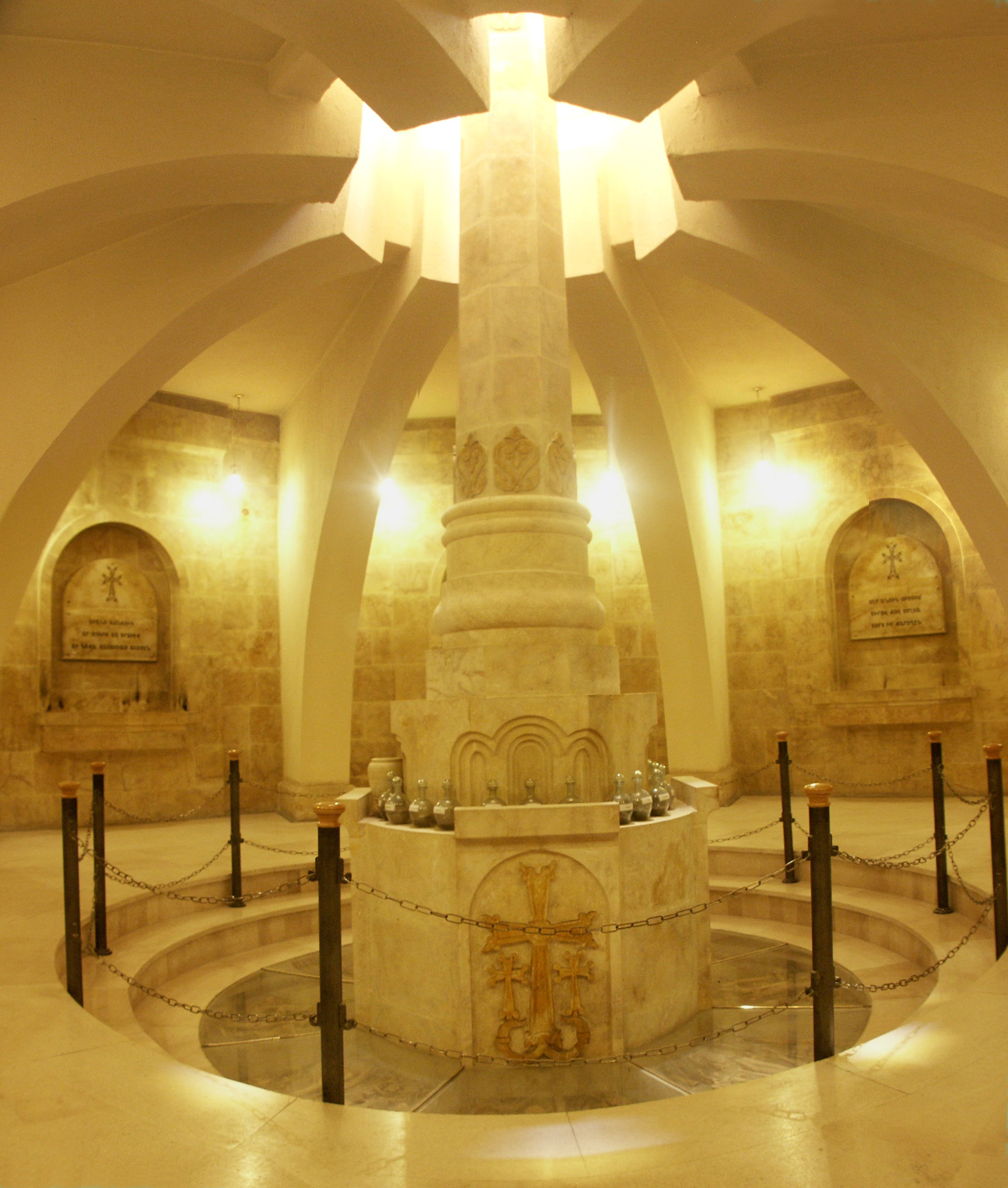
Nhà thờ tưởng niệm diệt chủng Armenia.

Phần lớn người Deiries (đến từ Deir ez-Zor) là người Hồi giáo Ả Rập, với một vài gia đình người Armenia và Assyria.
Deir ez-Zor là nơi tập trung cuối cùng cho những người trốn chạy khỏi cuộc diệt chủng Armenia. Hàng chục nghìn người đàn ông, phụ nữ và trẻ em sót đã bị giết chết bên bờ sông Euphrates. Nhà thờ tưởng niệm diệt chủng người Armenia đã được dựng lên để tưởng nhớ những nạn nhân của diệt chủng đã mất mạng, nhưng nó đã bị phá hủy vào ngày 21 tháng 9 năm 2014 bởi phiến quân Nhà nước Hồi giáo.
Làn sóng người định cư mới từ các quốc gia và tỉnh xung quanh đã dẫn đến hạn hán nghiêm trọng vào cuối những năm 1950 và 1990, hầu hết họ chuyển sang việc làm tiêu chuẩn và từ bỏ lối sống chăn nuôi. Các loại tiếng Ả Rập Lưỡng Hà được sử dụng trong thành phố với một ảnh hưởng nhỏ của phương ngữ Aleppo. Bị chi phối bởi người Hồi giáo Sunni, Kitô giáo ở Deir ez-Zor xuất hiện từ thời đại Tông đồ với một vài nhà thờ và nhà nguyện đang hoạt động thuộc các giáo đoàn khác nhau.
Thành phố này cũng nổi tiếng với cây cầu dây võng Deir ez-Zor (tiếng Ả Rập: الجسر المعلق) bắc qua sông Euphrates và đã bị phá hủy vào năm 2013 trong cuộc nội chiến Syria. Bảo tàng Deir ez-Zor lưu giữ hàng ngàn cổ vật được thu thập từ các địa điểm khảo cổ gần đó ở phía Bắc vùng Lưỡng Hà.
Các trụ sở chính của Đại học Al-Furat và Đại học Aljazeera cũng nằm ở đây. Nhiều trường đại học bách khoa khác và các học viện chuyên nghiệp cũng có trụ sở tại thành phố.
Tờ báo địa phương Al Furat và một số ấn phẩm khác được xuất bản ở đó và lưu hành ở các tỉnh Al-Hasakah và Raqqa lân cận.

## Quan hệ quốc tế
Deir ez-Zor là nhà của phái đoàn ngoại giao Armenia thứ ba ở Syria; lãnh sự quán danh dự của Armenia, khai trương vào ngày 11 tháng 2 năm 2010.
Sân bay Deir ez-Zor là nhà ga nội địa và quốc tế kém phát triển và là trung tâm quan trọng chủ yếu kết nối với Damascus và các điểm đến trong khu vực Vịnh Ba Tư.

### Thành phố song sinh
- Armavir, Armenia, từ tháng 10/2010.